# EleKtrik: Live in Japan
EleKtrik: Live in Japan – album koncertowy King Crimson, wydany 13 grudnia 2003 roku nakładem Discipline Global Mobile jako CD. Stanowi część serii wydawniczej „The King Crimson Collectors’ Club”.

## Historia albumu
Album zawiera zapis koncertu King Crimson z 16 kwietnia 2003 roku z sali koncertowej Kouseinenkin w Tokio, w Japonii. Występ w Japonii był częścią światowej trasy koncertowej, promującej najnowszy album studyjny zespołu, The Power to Believe, który miał swoją prapremierę 22 stycznia właśnie w tym kraju. Zespół wystąpił w składzie czteroosobowym: Adrian Belew (gitara, śpiew), Robert Fripp (gitara), Trey Gunn (Warr guitar) i Pat Mastelotto. (perkusja, instrumenty klawiszowe). Album stanowi dodatek audio do podwójnego wydawnictwa DVD, Eyes Wide Open.

## Lista utworów
Lista i informacje według Discogs:
| 1.  | Introductory Soundscape                             | 5:05    |
|     |                                                     |         |
| 2.  | The Power To Believe I: (A Cappella)                | 0:42    |
|     |                                                     |         |
| 3.  | Level Five                                          | 7:23    |
|     |                                                     |         |
| 4.  | ProzaKc Blues                                       | 6:01    |
|     |                                                     |         |
| 5.  | EleKtriK                                            | 8:02    |
|     |                                                     |         |
| 6.  | Happy With What You Have To Be Happy With           | 4:15    |
|     |                                                     |         |
| 7.  | One Time                                            | 6:01    |
|     |                                                     |         |
| 8.  | Facts Of Life                                       | 5:30    |
|     |                                                     |         |
| 9.  | The Power To Believe II (Power Circle)              | 8:45    |
|     |                                                     |         |
| 10. | Dangerous Curves                                    | 6:03    |
|     |                                                     |         |
| 11. | Larks' Tongues In Aspic: Part IV                    | 10:34   |
|     |                                                     |         |
| 12. | The World’s My Oyster Soup Kitchen Floor Wax Museum | 6:32    |
|     |                                                     |         |
|     |                                                     | 1:14:53 |
|     |                                                     |         |
- koncert zarejestrowany w Tokio, w Koseinenkin Kaikan, 16 kwietnia 2003
- Adrian Belew – gitara, śpiew
- Robert Fripp – gitara
- Trey Gunn – Warr Guitar
- Pat Mastelotto – perkusja

- obraz na okładce – P.J. Crook

Do albumu dołączono 20-stronicową książeczkę, zawierającą „Dziennik gitarzysty” (Guitarist's Journal) oraz informacje o japońskiej trasie koncertowej „The Power To Believe”.

## Odbiór

### Opinie krytyków
| Recenzje      | Recenzje |
| Publikacja    | Ocena    |
| ------------- | -------- |
| AllMusic      | [ 2 ]    |
| Prog Archives | 3.77/5.0 |
| RYM           | 3.81/5   |
| Sputnikmusic  | 3.8/5    |
| Teraz Rock    | [ 8 ]    |

Lindsay Planer z AllMusic jest zdania, iż „EleKtrik prezentuje zarówno nowym, jak i obytym słuchaczom dokładny portret King Crimson w koncercie z około 2003 roku i jest polecany wszystkim zainteresowanym”.
Jordan Babula z magazynu Teraz Rock porównując materiał muzyczny EleKtrik z wcześniejszym albumem koncertowym King Crimson, Heavy ConstruKction stwierdził, iż zespół brzmi tu bardziej naturalnie, dzięki czemu EleKtrika „słucha się dużo przyjemniej”. Wyraża jednocześnie niezadowolenie, iż „poza 'One Time' nie ma tu żadnych utworów starszych niż The ConstruKction of Light”.